# Ng Kin Veng
Ng Kin Veng (chiń. upr. 吴健荣; chiń. trad. 吳健榮, ur. 12 września 1968 roku w Makau) – kierowca wyścigowy z Makau.

## Kariera
Ng rozpoczął karierę w wyścigach samochodowych w 2002 roku od startów w dywizji 1 Asian Touring Car Championship, gdzie jednak nie zdobywał punktów. W późniejszych latach pojawiał się także w stawce Asian Touring Championship oraz Asian Touring Car Series 2000. Od 2012 roku startuje w azjatyckich wyścigach World Touring Car Championship.